# Francisco Morazán (departamento)
Francisco Morazán é um departamento nas Honduras.
Suas principais cidades são: Tegucigalpa, Cofradía, Talanga e Guaimaca.
A brasão e a bandeira do departamento de Francisco Morazán são as mesmas da sua capital, Tegucigalpa.
Municípios
1. Alubarén
2. Cedros
3. Curarén
4. Cofradía
5. Distrito Central (cap. Tegucigalpa)
6. El Porvenir
7. Guaimaca
8. La Libertad
9. La Venta
10. Lepaterique
11. Maraita
12. Marale
13. Nueva Armenia
14. Ojojona
15. Orica
16. Reitoca
17. Sabanagrande
18. San Antonio de Oriente
19. San Buenaventura
20. San Ignacio
21. San Juan de Flores
22. San Miguelito
23. Santa Ana
24. Santa Lucía
25. Talanga
26. Tatumbla
27. Valle de Ángeles
28. Vallecillo
29. Villa de San Francisco